# Free Range – балада про схвалення світу
«Free Range — балада про схвалення світу» (ест. Free Range. Ballaad maailma heakskiitmisest) або «Привілля» (англ. Free Range) — естонський фільм 2013 року, що представляв Естонію на 86-му «Оскарі» у номінації «найкращий фільм іноземною мовою».
Міжнародне журі секції «Паралелі та зустрічі» 21-го Фестивалю європейського кіно нагородило стрічку «Free Range» як найкращий фільм (спільно з українською картиною «Плем'я»).

## Сюжет
Головним героєм фільм є молодий письменник-початківець Фред, чиє привільне життя раптово закінчується, коли його дівчина Сузанна вагітніє. Тепер йому слід вирішити, чи продовжувати свій курс, зосередившись на написанні роману, чи почати нове віддане життя.